# Sao (maan)

Sao ten opzichte van de andere Neptunusmanen

Sao is een maan van Neptunus ontdekt door M.Holman. De maan is ongeveer 44 kilometer in diameter en draait om Neptunus in 2.914,1 dagen in een baan met straal van 22.422.000 km. Deze maan heeft een albedo van 0,04.
De maan is ook wel bekend onder de aanduiding Neptunus XI. De tijdelijke aanduiding voordat de definitieve naam werd toegekend was S/2002 N 2.
Triton · Naiad · Thalassa  · Despina · Nereïde · Galatea · Larissa · Proteus · Halimede · Sao · Hippocampus · Laomedeia · Psamathe · Neso